# 무녀의 예언

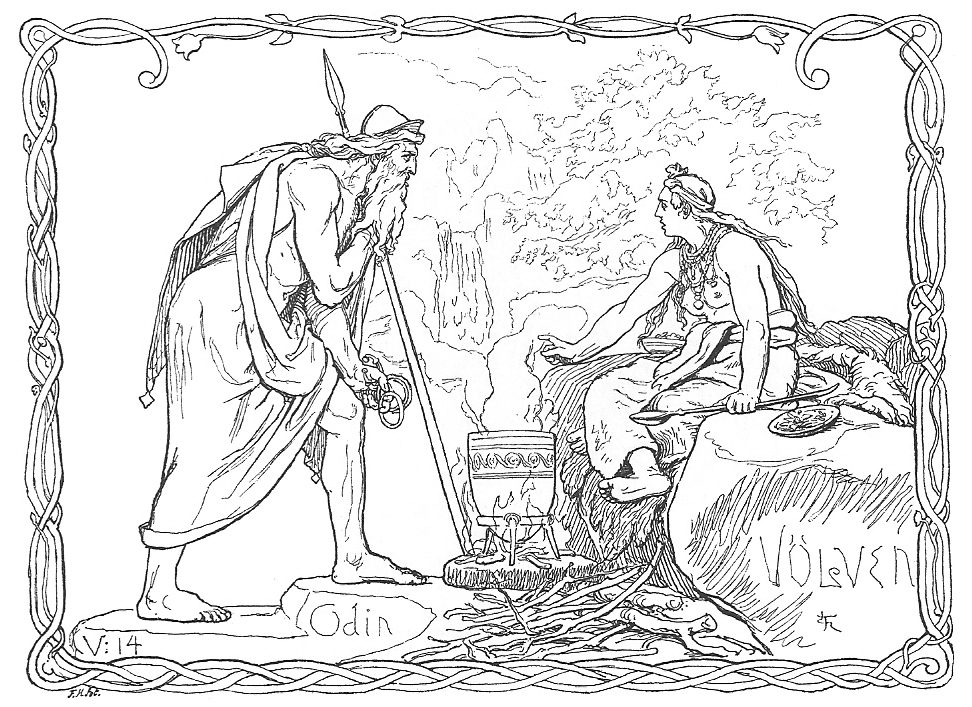
〈오딘과 볼바〉. 1895년.

〈무녀의 예언〉(고대 노르드어: Vǫluspá 볼루스파)은 《고 에다》의 첫 번째 부분이며, 가장 널리 알려진 부분이다. 여기서 무녀란 엄밀히 말해 바이킹 족의 샤머니즘적 여예언자인 볼바(vǫlva)를 말한다. 볼바가 오딘에게 창세의 신화나 앞으로 세계를 설명하는 게 줄거리다. 노르드 신화 연구에서 가장 중요한 1차 문헌이다.